# Igor Angelovszki
Igor Angelovszki, macedónul: Игор Ангеловски (Szkopje, 1976. június 2. –) macedón labdarúgó, középpályás, edző. A macedón válogatott szövetségi kapitánya (2015–).

## Pályafutása

### Játékosként
1996 és 1998 között a Cementarnica 55, 1998 és 200 között a szlovén Celje, 2000 és 2007 között ismét a Cementarnica 55, 2007–08-ban az FK Szkopje, 2008–09-ben a szerb FK Srem labdarúgója volt. A Cementarnica csapatával egy macedónkupa-győzelmet ért el.

### Edzőként
2013 és 2015 között a Rabotnicski vezetőedzője volt, ahol egy bajnoki címet és két macedónkupa-győzelmet ért el a csapattal. 2015-ben a macedón válogatottnál lett segédedző, majd még ebben az évben szövetségi kapitánynak nevezték ki a csapathoz.

## Sikerei, díjai

### Játékosként
Cementarnica 55
- Macedón kupa
  - győztes: 2003
  - döntős: 2002

### Edzőként
Rabotnicski
- Macedón bajnokság
  - bajnok: 2013–14
- Macedón kupa
  - győztes (2): 2014, 2015